# Argentina en los Juegos Paralímpicos de Roma 1960
La participación de Argentina en los Juegos Paralímpicos de Roma 1960 fue la primera actuación paralímpica de los deportistas argentinos, en la también primera edición de los Juegos Paralímpicos. La delegación argentina presentó 5 deportistas en 1 solo deporte (natación), de los cuales 4 eran mujeres.
El equipo paralímpico obtuvo 2 medallas de oro, tres de plata y 1 una de bronce. En el medallero general ocupó la posición n.º 10 sobre 18 países participantes, siendo el único país latinoamericano y el único también de habla hispana.
Todas las medallas fueron obtenidas en natación y todos los integrantes de la delegación obtuvieron medallas. Individualmente Juan Sznitowski obtuvo dos medallas, una de oro y otra de plata en la clase 5. Los hombres obtuvieron dos medallas (1 de oro) y las mujeres obtuvieron 4 medallas (1 de oro).

## Seis medallas en natación
El equipo de natación obtuvo medallas en todas las pruebas en que se presentaron. Juan Sznitowski obtuvo dos medallas, una de oro en 50m espalda 5 y una de plata en 50m libre 5. Dos de los integrantes del equipo obtendrían medallas en los juegos siguientes: Sznitowski obtendría tres medallas en Tokio 1964 (1 de oro y 2 de bronce); Amelia Mier obtendría 3 medallas de bronce en Tokio, 2 medallas (plata y bronce) en Tel Aviv 1968.

### Oro en 50 metros espalda masculino
Juan Sznitowski obtuvo medalla de oro en la final de la prueba de natación 50 metros espalda clase 5, que se disputó completa, con un tiempo de 48:00, superando al italiano Carfagna por 18 segundos y 90 centésimas. Sznitowsaki obtuvo también una medalla de plata en 50 m estilo libre.
| Natación: 50 m espalda clase 5 | Natación: 50 m espalda clase 5 | Natación: 50 m espalda clase 5 | Natación: 50 m espalda clase 5 | Natación: 50 m espalda clase 5 |
|                                | Nadador                        | País                           | Tiempo                         |                                |
| ------------------------------ | ------------------------------ | ------------------------------ | ------------------------------ | ------------------------------ |
| 1                              | Juan Sznitowski                | Argentina                      | 0:48.00                        |                                |
| 2                              | Carfagna                       | Italia                         | 1:06.90                        |                                |

### Oro en 50 metros libre femenino
Beatriz Perazzo obtuvo medalla de oro en la final de la prueba de natación 50 metros crawl clase 3, que se disputó incompleta, con un tiempo de 1:15.30. 
| Natación: 50 m libre clase 3 | Natación: 50 m libre clase 3 | Natación: 50 m libre clase 3 | Natación: 50 m libre clase 3 | Natación: 50 m libre clase 3 |
|                              | Nadadora                     | País                         | Tiempo                       |                              |
| ---------------------------- | ---------------------------- | ---------------------------- | ---------------------------- | ---------------------------- |
| 1                            | Beatriz Perazzo              | Argentina                    | 1:15.30                      |                              |

### Plata en 50 metros libre masculino
Juan Sznitowski obtuvo medalla de plata en la final de la prueba de natación 50 metros estilo libre clase 5, que se disputó completa, con un tiempo de 0:38.10, apenas 20 centésimas detrás del vencedor.
| Natación: 50 m libre clase 5 | Natación: 50 m libre clase 5 | Natación: 50 m libre clase 5 | Natación: 50 m libre clase 5 | Natación: 50 m libre clase 5 |
|                              | Nadador                      | País                         | Tiempo                       |                              |
| ---------------------------- | ---------------------------- | ---------------------------- | ---------------------------- | ---------------------------- |
| 1                            | Denis Favre                  | Suiza                        | 0:37.90                      |                              |
| 2                            | Juan Sznitowski              | Argentina                    | 0:38.10                      |                              |
| 3                            | Franco Rossi                 | Italia                       | 0:47.50                      |                              |

### Plata en 50 metros espalda femenino
María Djukich obtuvo medalla de plata en la final de la prueba de natación 50 metros espalda clase 4, que se disputó incompleta, con un tiempo de 1:35.90.
| Natación: 50 m espalda clase 4 | Natación: 50 m espalda clase 4 | Natación: 50 m espalda clase 4 | Natación: 50 m espalda clase 4 | Natación: 50 m espalda clase 4 |
|                                | Nadadora                       | País                           | Tiempo                         |                                |
| ------------------------------ | ------------------------------ | ------------------------------ | ------------------------------ | ------------------------------ |
| 1                              | Zander                         | Alemania                       | 0:37.90                        |                                |
| 2                              | María Djukich                  | Argentina                      | 0:38.10                        |                                |
| 3                              | Margaret Harriman              | Rodesia                        | 0:54.30                        |                                |

### Plata en natación: 50 metros libre femenino
Amelia Mier obtuvo medalla de plata en la final de la prueba de natación 50 metros estilo libre clase 5.
| Natación: 50 m libre clase 5 | Natación: 50 m libre clase 5 | Natación: 50 m libre clase 5 | Natación: 50 m libre clase 5 | Natación: 50 m libre clase 5 |
|                              | Nadador                      | País                         | Tiempo                       |                              |
| ---------------------------- | ---------------------------- | ---------------------------- | ---------------------------- | ---------------------------- |
| 1                            | Dafne Ceeney                 | Australia                    | 0:47.00                      |                              |
| 2                            | Amelia Mier                  | Argentina                    | 1:05.00                      |                              |

### Bronce en natación: 50 metros libre femenino
Beatriz Galán obtuvo medalla de bronce en la final de la prueba de natación 50 metros estilo libre clase 4, que se disputó incompleta, con un tiempo de 1:38.60.
| Natación: 50 m libre clase 4 | Natación: 50 m libre clase 4 | Natación: 50 m libre clase 4 | Natación: 50 m libre clase 4 | Natación: 50 m libre clase 4 |
|                              | Nadador                      | País                         | Tiempo                       |                              |
| ---------------------------- | ---------------------------- | ---------------------------- | ---------------------------- | ---------------------------- |
| 1                            | Zander                       | Alemania                     | 0:50.50                      |                              |
| 2                            | Margaret Harriman            | Rodesia                      | 1:10.80                      |                              |
| 3                            | Beatriz Galán                | Argentina                    | 1:38.60                      |                              |

## Deportistas
La delegación deportiva argentina estuvo integrada por: 
- Varones (1): Juan Sznitowski.[1][3]

- Mujeres (4): María Djukich, Beatriz Galán, Amelia Mier y Beatriz Perazzo.[1][3]